# Switch (借记卡)
Switch是英国发行的一种借记卡品牌，2002年被其所有者万事达与万事顺卡（英語：Maestro）品牌合并。由于在合并前，其在英国已经建立了强势的品牌，人们在其停止发行后数年仍以Switch代指借记卡交易。

## 历史
Switch在1988年由米德兰银行、国民西敏寺银行和苏格兰皇家银行作为多功能支票保证卡和现金卡。2002年底，万事达卡所拥有的国际借记卡品牌万事顺卡与Switch卡合并。由于乔尔·维奇创造的特别的宣传广告——在不同国际环境中的企鹅，这次合并被称为“企鹅婚礼”。此后，Switch已经退出流通，发卡行也将持卡人从Switch迁移至万事顺。
Switch与万事顺卡合并的目的还在于改善国外的万事顺卡在英国的受理情况。然而，尽管使用同样的“万事顺卡”品牌，英国万事顺卡的交易仍由Switch卡服务有限公司处理。因此，许多零售商在广告中表示，他们接受的万事顺卡只包含英国本土发行的万事顺卡，即早前的Switch卡。
2011年，万事达统一了英国国内的万事顺卡和国际标准万事顺卡，结束了英国国内的万事顺卡作为独立卡产品的状况。这种变化也导致了Solo卡的退市。